# Gregorius V van Constantinopel

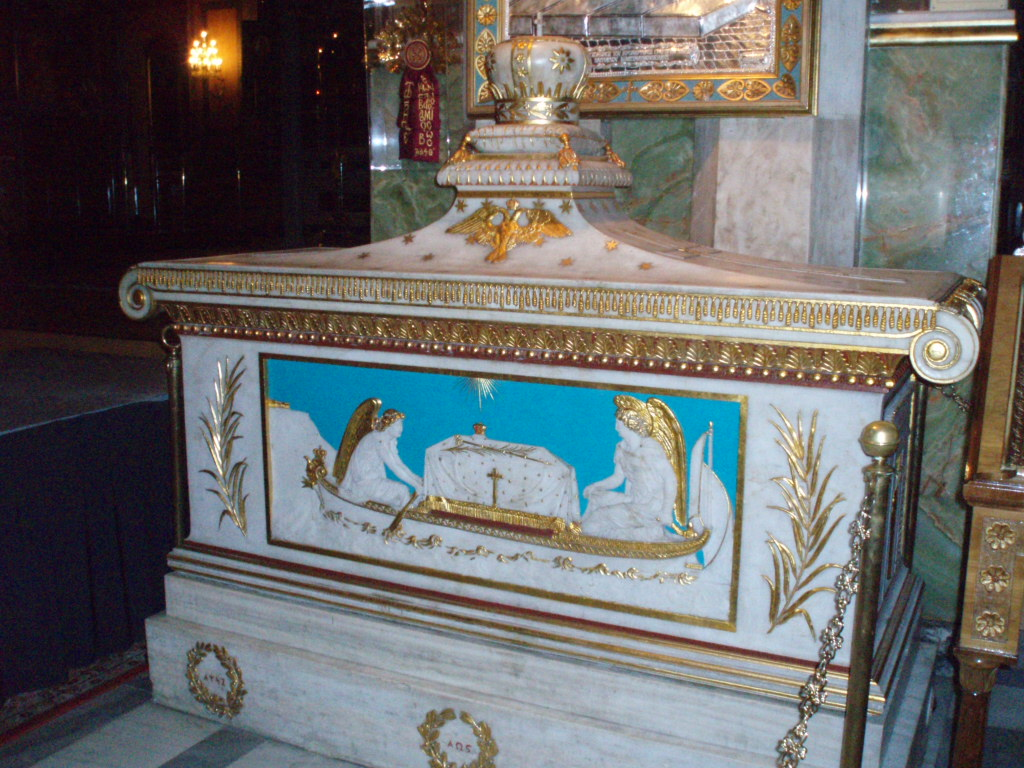
Het graf van Gregorius in de metropolitaanse kathedraal van Athene.

Gregorius V (Grieks: Γρηγόριος Ε') (Dimitsana, 1746 - Constantinopel, 10 april 1821) was patriarch van Constantinopel van 19 april 1797 tot 18 december 1798, van 23 september 1806 tot 10 september 1808 en van 14 december 1818 tot 10 april 1821.
Patriarch Gregorius V werd in 1746 geboren in het Griekse plaatsje Dimitsana als Georgios Aggelopoulos (Grieks: Γεώργιος Αγγελόπουλος). Tijdens zijn patriarchaat was hij onder andere verantwoordelijk voor een groot deel van het restauratiewerk aan de patriarchale Sint-Joriskathedraal, die zwaar was beschadigd tijdens een brand in 1738.
De Ottomaanse sultan Mahmut II hield Gregorius V ervoor verantwoordelijk dat hij bij het uitbreken van de Griekse Onafhankelijkheidsoorlog de Griekse opstand niet in toom had weten te houden. Op Pasen 1821 werd hij daarom in zijn liturgisch gewaad opgehangen voor de poorten van het Patriarchale Paleis. Zijn lichaam werd in de Bosporus geworpen, maar werd later door Griekse zeelieden opgevist en uiteindelijk begraven in de metropolitaanse kathedraal van Athene.
In de orthodoxe kerk wordt hij, na zijn heiligverklaring op 8 april 1921 als martelaar (Grieks: Εθνομάρτυρας, Ethnomartyras) geëerd. Zijn feestdag is op 10 april.